# Trilosporoides platessae
Trilosporoides platessae is een microscopische parasiet uit de familie Kudoidae. Trilosporoides platessae werd in 2005 beschreven door Køie. 